# Bruno Latour
Bruno Latour (Beaune, 22 de juny de 1947- París, 9 d'octubre de 2022) fou un filòsof, antropòleg i sociòleg de la ciència francès. És conegut pels seus assajos i la seva activitat docent en el camp dels estudis de ciència, tecnologia i societat (CTS) i per ser un dels fundadors de la teoria de l'actor–xarxa. Basada en el concepte «actant», aquesta teoria (sorgida a partir de l'estudi i l'observació de l'entorn dels enginyers i científics quan duen a terme els seus projectes) tracta sobre les xarxes establertes durant la producció de coneixement i en el paper de recursos com l'equip, diners, dades, publicitat i poder.

## Pensament
Inicialment, els estudis de Latour sobre la pràctica científica estaven associats al constructivisme social i a la filosofia de la ciència però es va anar allunyant de la divisió subjectiu/objectiu per a desenvolupar una teoria enfocada en la pràctica de la ciència. Segons Latour, els estudis socials haurien de superar les dicotomies sociològiques tradicionals (naturalesa/societat, subjecte-/objecte, macro/micro, humà/no humà, etc.) tractant les persones (societat) i les màquines (tecnologia) com a elements indissociables que haurien de ser descrits en els mateixos termes («principi de simetria»). És a dir, sabent que els fets científics estan socialment construïts, es tractaria d'estudiar i analitzar les pràctiques tecnocientífiques durant el seu procés de realització.
| « | És evident, podríem dir, que un objecte tecnològic ha d'estar a les mans d'un subjecte humà, d'un agent capaç de concebre propòsits, i que és ell qui l'ha de posar en marxa. Però l'argument que estic plantejant és simètric: el que és cert de l'objecte és encara més cert si l'apliquem al subjecte. No hi ha cap sentit en el qual es pugui dir que els humans existeixen sense necessitat d'entrar en relació amb allò que els autoritza a existir i els permet fer-ho (és a dir, els capacita per a actuar). | » |

Bruno Latour va ser, juntament amb altres investigadors del Centre de Sociologie de l'Innovation de l'École nationale supérieure des mines de Paris, un dels fundadors de l'anomenada «teoria de l'actor–xarxa», també coneguda per la sigla ANT de l'anglès actor–network theory. Aquesta teoria ha forjat uns procediments i un vocabulari que han fet d'aquesta perspectiva social una de les visions més idiosincràtiques en l'entorn dels CTS.
En general, el vocabulari emprat en els textos de teoria científica dificulten sovint la seva comprensió i susciten vives controvèrsies; no obstant això, es pot afirmar que moltes de les intuïcions i procediments de caràcter semàntic que s'utilitzen actualment en l'àmbit de la sociologia de la ciència són usades també en especialitats més àmplies com ara l'antropologia, la geografia, la psicologia social o el món de les organitzacions.
Les nocions centrals que caracteritzen la teoria de l'actor–xarxa són: inscripció, traducció, simetria, caixa negra i actant.

### Inscripció
En la teoria de l'actor–xarxa, la inscripció es refereix a textos, comunicacions en diversos mitjans i registres. Per exemple, es pot tractar de documents presentats a congressos, articles de revistes especialitzades, subvencions i patents. En general, la inscripció es refereix a tots els tipus de transformacions a través de les quals una entitat es materialitza en un signe, un arxiu, un document un tros de paper o un traç.
Les inscripcions, segon l'obra de Bruno Latour i Steve Woolgar, com ara impressions o imatges realitzades amb instruments de laboratori, proporcionen als investigadors objectes comuns de discussió. Els investigadors socials obtenen a partir de les inscripcions, una manera d'analitzar o complementar la informació, afegint noves capes al coneixement social del cicle. Els articles de revistes també permeten als investigadors esdevenir testimonis virtuals de les proves dels laboratoris als quals no tenen un accés directe. Les inscripcions també es poden referir a tota mena de transformació a través de la qual una entitat pot esdevenir rellevant i d'aquesta manera guanyar-se el suport dels restants actors en el desenvolupament d'una entitat sociotècnica. Finalment es pot dir que els antropòlegs socials utilitzen les inscripcions per analitzar tot el procés de construcció científica.
Directament relacionat amb la inscripció es troba el que en la teoria de l'actor–xarxa s'anomena instrument d'inscripció. En el llibre Ciència en acció, Latour anomena «instrument d'inscripció» qualsevol estructura, sigui quina sigui la seva grandària, naturalesa o cost, que proporcioni una exposició visual de qualsevol tipus en un text científic. La definició és prou senzilla per permetre seguir els moviments dels científics. Per exemple, un telescopi òptic és un instrument, però també ho és un conjunt de radiotelescopis, fins i tot si els seus components estan separats per milers de quilòmetres. La mostra d'un cobai és un dispositiu, encara que sigui petit i barat, en comparació amb un conjunt de radiotelescopis o amb l'accelerador de partícules lineal de la Universitat Stanford. La definició no la proporciona el cost ni la sofisticació, sinó, únicament, la següent característica: l'estructura proporciona una inscripció que constituirà el darrer estrat d'un text científic.
Latour i Woolgar van publicar el 1979 un llibre titulat Laboratory Life: The Construction of Scientific Facts. En aquesta obra els autors fan una descripció complementària de la noció d'instrument d'inscripció com a element d'un aparell o configuració d'aquests elements que poden transformar una substància material en una figura o diagrama directament utilitzable per un dels membres de l'àrea de despatxos. Per exemple, un mapa genètic és una inscripció, generada per tot l'aparell tècnic que permet la seva definició. L'activitat dels instruments d'inscripció és fonamental en l'establiment dels actors–xarxa que es defineixen dins la ciència.
Fent referència al procés d'acumulació d'informació que permet explicar un fet científic, Latour expressa que cada part del procés importa, això no obstant, Latour dona més importància a l'elaboració d'un mapa que a altres parts del procés. Per Latour, el terme general per definir l'esquema-gràfic és el que és generat pels instruments d'inscripció. Darrere de tots els textos científics s'hi troben inscripcions i totes les inscripcions són produïdes per instruments científics. Per a Latour, les inscripcions com a pràctica científica constitueixen un element central en el seguiment dels científics i enginyers.
Segons Latour, els científics, en un dia ordinari al laboratori fan inscripcions, fan una multitud d'inscripcions. Les inscripcions són el que, els que estan fora dels laboratoris, poden veure finalment dins els textos científics com a diagrames, fotografies, mapes, equacions o taules.

### Actant
És un dels conceptes sobre el qual pivota la teoria de l'actor–xarxa i que distingeix els treballs realitzats dins d'aquest enfocament. El terme «actant» prové de la semiòtica i va ser encunyat per evitar qüestions sobre si l'actor és real o fictici, humà o no humà. S'utilitza per a considerar que els actors humans i no humans han d'estar subjectes a la mateixa categoria d'anàlisi, «igual que un anell o un príncep poden ostentar la mateixa posició estructural en un conte de fades».
D'acord amb el diccionari de semiòtica d'Algirdas Julius Greimas i Joseph Courtès, els actants són «els éssers o les coses que, per qualsevol raó i d'una manera o una altra, fins i tot a títol de simples figurants i de la manera més passiva, participen en el procés».
Pel que fa al terme «actant» cal destacar que l'acció, i especialment la responsabilitat, es distribueix per igual entre les diverses entitats, incloent-hi els protagonistes no humans, que normalment no serien considerats com a responsables d'accions. Generalment aquesta propietat d'actuar, segons Latour, no rau en un únic agent, sinó més aviat «l'acció és una propietat d'entitats associades»; per tant, d'una composició de diferents agents.
En la teoria de l'actor–xarxa i dins la perspectiva de la mateixa xarxa, també s'hi pot trobar l'actant com a «agent volitiu», que pot ser qualsevol agent, col·lectiu o individual, amb la capacitat d'associar-se o dissociar-se d'altres agents. Els actants s'associen en xarxes, que al seu torn els defineixen a ells mateixos, els identifiquen, i els doten de substància, acció, intenció i subjectivitat. En altres paraules, els actants es consideren fundacionalment indeterminats, amb cap substància a priori o essència, i és a través de les xarxes amb les quals s'associen d'on prové la seva naturalesa. A més, els actants es poden desenvolupar per si mateixos com a xarxes.
Això no obstant, els actants tant poden ser els mol·luscs marins en l'estudi dels biòlegs marins feta per Michel Callon el 1986, o pot ser la tecnologia dins d'un sistema o poden ser dades que donin suport als arguments científics. En aquest cas, els actors humans són els que defineixen la representació dels actants materials, en indicar de quina manera l'entorn material interacciona amb els actors dins de la xarxa.
Alguns autors utilitzen el terme «actor» per definir qualsevol element del sistema que tingui una influència en els altres, ja sigui un ésser humà, un text o un artefacte. En aquest cas, la màquina en una xarxa pot ser un actor modelat per la xarxa i amb interacció amb els actors humans. Altres autors utilitzen «actor» per referir-se als humans i «actant» per referir-se a altres elements que tinguin influència dins del sistema.

### Traducció
Traducció és un dels principals conceptes en la teoria de l'actor–xarxa; no en va, aquesta teoria també ha estat coneguda com la «sociologia de la traducció».
La traducció es refereix a la capacitat de les xarxes científiques en realitzar operacions que permetin modificar, desplaçar o traslladar els seus interessos, ja sigui incorporant altres actants al projecte o bé establint o alterant les relacions dins de la xarxa.
Per als teòrics de la teoria de l'actor–xarxa, l'«èxit» de la ciència es deu sobretot a la capacitat de les xarxes científiques en obligar les entitats a passar a través dels laboratoris o clíniques per tal de poder-les convèncer a través d'una «evidència científica» dins les controvèrsies; traduint materials, actors i textos en inscripcions que permetin influir a distància; organitzant-se com centres de traducció, on els elements de la xarxa estan definits i controlats, i on les estratègies per a la traducció es desenvolupen i són considerades.
La teoria de l'actor-xarxa es pot considerar per tant, com una teoria de mecàniques del poder, mitjançant l'establiment i la reproducció d'algunes connexions dins de la xarxa a instància d'altres, per la construcció i el manteniment dels punts centrals de la xarxa i de les perifèries, i per la instauració d'una determinada hegemonia. Això no obstant, en lloc de «poder» com a possessió, en la teoria de l'actor–xarxa, s'ha d'entendre el «poder» com a persuasió, un poder que es mesura principalment pel nombre d'entitats integrants de la xarxa.
Les xarxes que es caracteritzen per un alt nivell de convergència són aquelles que demostren un acord com a resultat de la traducció, o sigui que tots els seus elements estan altament alineats o coordinats. L'alineament es refereix a la manera com les xarxes es defineixen a través de la seva història comuna i per un espai compartit. Coordinació es refereix a l'adopció de convencions, codificació i interpretació de les normes.
Això no obstant, tota traducció, en una situació en què la relació de forces és canviant, està condemnada a ser modificada i traduïda de nou, esdevenint inevitablement en moviment continu sense final. En el llibre Ciència en acció, Latour identifica diverses tàctiques per a la traducció d'interessos i que van encaminades a enrolar d'altres elements per tal que participin en la construcció d'un fet determinat. Aquestes tàctiques consisteixen a convèncer els altres per tal que segueixin la via proposada quan es disposa d'un avantatge respecte d'aquests, sigui directament o oferint-los una drecera factible. En el cas que es parteixi d'una posició d'inferioritat, les tàctiques van dirigides a reorganitzar els propis interessos per tal de fer-los compatibles amb un projecte sobre el qual existeixi un interès especial. L'èxit en el procés de traducció s'aconsegueix quan un actor esdevé indispensable.

### Simetria
La simetria és el principi segons el qual s'ha d'utilitzar el mateix conjunt de factors explicatius per donar compte de totes les teories entorn d'un mateix fet científic o tecnològic, tant els fallits com els reeixits. O sigui, utilitzant el mateix marc teòric d'anàlisi i tenint en compte el mateix repertori de forces o elements per a tots dos casos.
El principi de simetria prové de l'strong programme derivat del conjunt de teories de David Bloor que evidencien que, mentre que el coneixement és constructivista amb la naturalesa, és realista amb la societat. Des d'aquest punt de vista, el principi de simetria ha permès donar credibilitat a la idea que el canvi tecnològic, en comptes de desenvolupar-se de forma autònoma, s'ha configurat a través de forces i agents de diferents tipus i que, per tant, és una construcció social.
El domini d'allò social és sempre el recurs explicatiu, mentre que el domini de la naturalesa, el que és científic o tecnològic, és el que requereix la intervenció explicativa del social. La distinció entre veritat i error, per a aquest programa, no és més que una distinció situada en el marc del conjunt d'experiències i creences que són compartides per una col·lectivitat i conformen el contingut de la cultura. Això evidencia, en realitat, una asimetria: mentre que s'és constructivista amb la naturalesa, s'és realista amb la societat. A principis de la dècada del 1980 alguns autors van començar a vindicar la necessitat d'anar més lluny de la simetria, tal com es formula en el treball de Bloor.
Per exemple, Michell Callon l'anomena «simetria generalitzada», similar al principi de simetria de Bloor, però considerablement ampliat. El seu objectiu no és solament explicar els punts de vista i arguments enfrontats en una controvèrsia científica o tecnològica en els mateixos termes, «ja que sabem que els ingredients de les controvèrsies són una barreja de consideracions sobre la naturalesa i la societat. Per aquesta raó requerim que l'observador utilitzi un mateix repertori quan les descriu […] la regla que haurem de respectar és no canviar de registre quan ens traslladem des dels aspectes tècnics del problema estudiat als socials».
Relacionat amb el principi de simetria es troba també el principi general de simetria, el qual manifesta que, a part d'utilitzar els mateixos recursos conceptuals per analitzar un episodi d'innovació, també caldrà tractar de la mateixa manera els elements socials i tècnics, sense donar a priori preponderància a cap dels dos. Per tant, es tracta de donar la mateixa importància tant als elements pròpiament científics i tecnològics com als de naturalesa més humana, com per exemple els interessos polítics o econòmics que hi pugui haver darrere d'una mateixa construcció científica o tecnològica.

### Caixa negra
Terme abstracte que va ser usat inicialment en cibernètica per designar un conjunt d'ordres massa complex per ser anomenat contínuament i que es resumeixen amb una capsa que disposa d'una entrada (input) i una sortida (output). En ciències socials serveix per designar el recurs que els científics adopten per enfosquir alguns elements dels seus entramats de coneixement; per tal d'usar-los més còmodament i en general per presentar els complexos entramats de coneixements científics com a estructures més simples del que realment són. Aquests elements sovint solen tenir una barreja de pràctiques culturals, simbòliques, econòmiques, polítiques, etc.
Les caixes negres es difonen a bastament i es donen per fets inqüestionables, la qual cosa fa que a vegades s'utilitzin de forma inadequada. Segons Latour, per construir una caixa negra «en primer lloc, cal convèncer altres persones que hi creguin, la comprin i la difonguin en el temps i l'espai; després, és necessari controlar-los perquè el que adopten i difonen continuï essent més o menys el mateix». No obstant això, les caixes negres no són objectes immutables, sinó que sovint són posades en consideració i qüestionades.
Com Michel Callon observa, un entramat també és un sistema limitat d'entitats o nodes, mentre que la realitat que representa és teòricament infinita. Per tant, per tal de descriure alguna cosa en termes d'actor–xarxa, els sistemes complexos han de ser simplificats en nodes individuals, obviant el seu funcionament intern i centrant-se només en les seves interaccions amb altres nodes de la xarxa. Si la simplificació a través de caixes negres resulta insuficient per descriure el sistema en qüestió, caldrà obrir-la i crear un «eixam» de nous actors.
Una de les tasques principals del científic social és precisament la de desempaquetar les anomenades caixes negres i analitzar els processos que es van produir abans que l'assumpció d'aquest coneixement quedés encapsulat. Per tal d'estudiar com els coneixements arriben a establir-se com uns fets estables, quan abans eren només algunes de les moltes teories en competència, els analistes han d'anar «aigües amunt» i examinar el moment en què aquestes afirmacions eren controvertides.
La teoria de l'actor–xarxa, per tant, s'ocupa dels processos mitjançant els quals les controvèrsies científiques esdevenen clausurades, idees acceptades, eines i mètodes adoptats. És a dir, es pregunta per què s'han pres determinades decisions sobre allò que es coneix. Aquestes decisions són moltes vegades temporals, però mentrestant, resten tancades en una caixa negra. En termes de Latour, les controvèrsies permeten aprofitar el treball dels altres com un recurs per seguir endavant, en lloc de reproduir-les contínuament i qüestionar-les.

## Ciència en acció
Ciència en acció és, ensems, una metodologia i un llibre en què Bruno Latour exposa gran part de la seva teoria sobre la relació entre ciència i tècnica, per una banda, i societat per l'altra. Els procediments que se'n deriven el duran a formular la teoria de l'actor–xarxa.
A grans trets, en l'esmentada obra, publicada el 1987, s'hi desenvolupen tant els axiomes conceptuals com la metodologia a aplicar. Aquest esquema es pot resumir en els següents sis punts:
1. Cal analitzar la ciència i la tècnica mentre es fa, i no pas un cop ha estat feta.[7]
2. El que hom descobreix, des d'aquesta perspectiva, són estratègies d'uns actors. En aquest cas, les dels científics i enginyers que basteixen caixes negres. En el primer cas les caixes negres són fets científics i, en el segon, les màquines que en sorgeixen. Són entitats que tenen una realitat, aparentment, autònoma. És a dir, sembla que posseeixin una mena d'estabilitat que emana del seu propi disseny i construcció. Es propaguen per si mateixes impulsades per una mena d'energia interna.
3. La construcció de les esmentades caixes negres consisteix una vertadera operació d'unió, de bastiment de muntatge i d'estabilització de xarxes d'afebliment i reforçament, en el si de les quals es teixeixen els nodes que les vertebren. Aquest procés és social en la mesura que fixa, reforça i estabilitza lligams.
4. La diferència que, de forma convencional, s'estableix entre ciència i tècnica, amb aquest model, no és necessària perquè, al capdavall, en les dues disciplines, es fa referència als mateixos processos i a les mateixes operacions. Es tracta, per tant, d'un fenomen singular que hom pot anomenar tecnociència.
5. El lligam social està, intrínsecament, en la pròpia màquina i viceversa. No hi ha, per tant, espai per a la distinció que habitualment es fa entre l'objecte tècnic i el món social. Ben mirat, és un escenari que mostra dues ficcions molt allunyades de la realitat. No es pot, en conseqüència, concebre la innovació com una emergència que es difon en un mitjà sociocultural ni tampoc es pot pensar que es tracta d'un fenomen que, en si mateix, està buit i desproveït de socialització i de cultura.
6. La innovació no és res més que un procés de construcció de cadenes d'associació i d'organització de xarxes estables, l'objectiu de les quals i la seva veritable natura és la dominació de la societat.

Són uns plantejaments molt innovadors explicitats en el llibre Ciència en acció i que, tots ells, es poden emmarcar dins la teoria, més genèrica, de l'actor–xarxa. La novetat radica, bàsicament, en dos fets. Per una banda, l'anàlisi social dels avenços científics i de llurs aplicacions s'ha de dur a terme durant el seu propi desenvolupament. El mot «acció» vol palesar el dinamisme que els investigadors de ciències socials han d'aplicar a l'estudi sistemàtic dels avenços tecnològics i científics. Per altra banda, no només trenca amb la visió clàssica que considera que els avenços tecnològics són independents i ineluctables sinó que, a més, ho fa plantejant una visió d'associacions en xarxa de tots els agents, àdhuc els socials, que hi prenen lloc.

### Tesi del grafisme
En el camp de la sociologia de la ciència, la «tesi del grafisme» és la proposició de Bruno Latour en què els gràfics són fonamentals per a la ciència i el grau de rigor de la disciplina està linealment relacionada amb l'ús de gràfics. Les ciències «dures» utilitzen més els gràfics que no pas les ciències «toves»; per tan, estableix una relació entre cientificitat i visualitat. Com a contraexemple es dona l'anàlisi tècnica (anàlisi financera).